# Tryckaren
Tryckaren är en sjö i Köpings kommun i Västmanland och ingår i Norrströms huvudavrinningsområde. Sjön har en area på 0,09 kvadratkilometer och ligger 77,2 meter över havet. Sjön avvattnas av vattendraget Skedviån.

## Delavrinningsområde
Tryckaren ingår i det delavrinningsområde (661339-149272) som SMHI kallar för Inloppet i Skedvisjön. Medelhöjden är 87 meter över havet och ytan är 26,26 kvadratkilometer. Det finns inga avrinningsområden uppströms utan avrinningsområdet är högsta punkten. Skedviån som avvattnar avrinningsområdet har biflödesordning 3, vilket innebär att vattnet flödar genom totalt 3 vattendrag innan det når havet efter 185 kilometer. Avrinningsområdet består mestadels av skog (85 procent). Avrinningsområdet har 0,93 kvadratkilometer vattenytor vilket ger det en sjöprocent på 3,7 procent.